# Esalen Institute

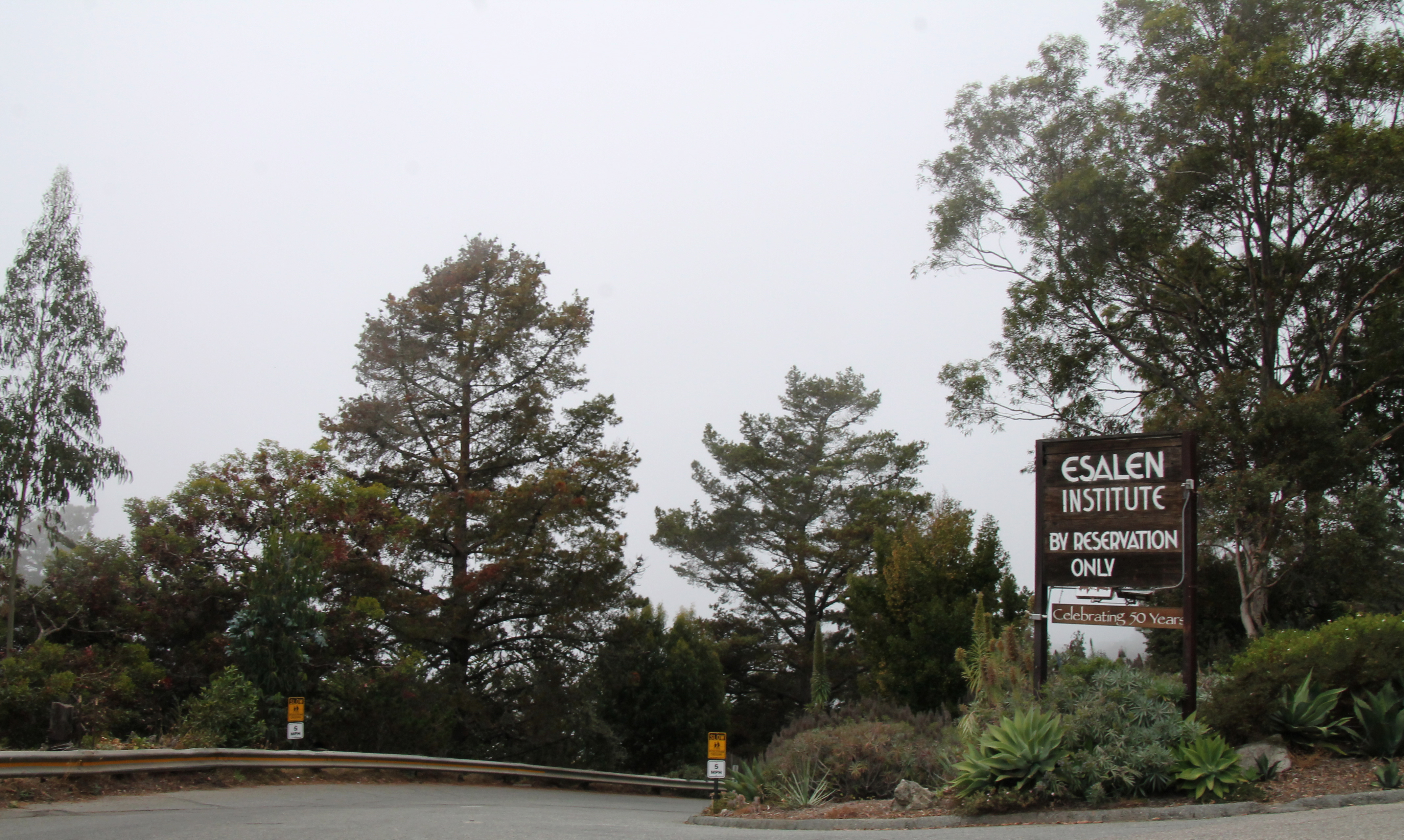
Esalen Institute

Instituto Esalen é um local para realização de simpósios, seminários e workshops sobre tópicos como a Terapia Gestalt, medicina holística, meditação e filosofia oriental composto por uma série de salas de reunião, instalações hoteleiras e banheiras de hidromassagem situados em um afloramento rochoso na costa do Oceano Pacífico na região de Big Sur.
É considerado a Meca da Nova Era e o viveiro do pensamento de ciência culto à carga.